# 張鳳枝
張鳳枝（?—?），字同六，號鳴岐、一号龙岩，贵州畢節人，清朝政治人物、同進士出身。

## 生平
乾隆六十年（1795年）清高宗禪位仁宗乙卯恩科進士，三甲五十三名，改翰林院庶吉士，散館授檢討，官至江蘇江安糧道。

## 家族
父张晋元。